# Cetariu
Cetariu è un comune della Romania di 2 133 abitanti, ubicato nel distretto di Bihor, nella regione storica della Transilvania.
Il comune è formato dall'unione di 4 villaggi: Cetariu, Tăutelec, Șișterea e Șușturogi.
Monumenti di un certo interesse sono la chiesa cattolica dedicata a S. Maria (Sf. Măria), costruita tra il 1804 e il 1809, l'annessa casa parrocchiale del 1743, e la chiesa protestante riformata della fine del XVII secolo.
Dal 2005 fa parte della Zona metropolitana di Oradea